# NGC 1796B/1
NGC 1796B/1 је спирална галаксија у сазвежђу Златна риба која се налази на NGC листи објеката дубоког неба.
Деклинација објекта је - 61° 11' 26" а ректасцензија 5h 7m 53,7s. Привидна величина (магнитуда) објекта NGC 1796 износи 15,0 а фотографска магнитуда 15,8. NGC 1796B1 је још познат и под ознакама ESO 119-37, IRAS 05073-6115, PGC 16787.